# Liisa Savijarvi
Liisa Savijarvi, née le 29 décembre 1963 à Bracebridge, est une ancienne skieuse alpine canadienne.
Sa carrière a pris fin le 12 mars 1987 avec une chute et une fracture de la colonne vertébrale dans la descente
d’entraînement de Vail.

## Palmarès

### Jeux olympiques d'hiver
| Épreuve / Édition | Sarajevo 1984 |
| Géant             | 9e            |

### Championnats du monde
| Épreuve / Édition | Bormio 1985 |
| Géant             | 10e         |

### Coupe du monde
- Meilleur résultat au classement général : 12e en 1986
  - 1 victoire : 1 super-G

#### Différents classements en Coupe du monde
| Année/Classement | Général | Général | Descente | Descente | Géant  | Géant  | Super-G | Super-G | Combiné | Combiné |
| Année/Classement | Class.  | Points  | Class.   | Points   | Class. | Points | Class.  | Points  | Class.  | Points  |
| ---------------- | ------- | ------- | -------- | -------- | ------ | ------ | ------- | ------- | ------- | ------- |
| 1983             | 75e     | 3       | 34e      | 3        | -      | -      | -       | -       | -       | -       |
| 1985             | 31e     | 41      | 41e      | 1        | 16e    | 25     | -       | -       | 17e     | 15      |
| 1986             | 34e     | 36      | 13e      | 29       | -      | -      | -       | -       | 21e     | 7       |
| 1987             | 12e     | 136     | 5e       | 65       | 23e    | 12     | 2e      | 56      | 22e     | 10      |
| 1988             | 31e     | 32      | 14e      | 23       | -      | -      | 20e     | 9       | -       | -       |

#### Détail des victoires
| Saison / Épreuve | Super-G | Total |
| 1986             | Furano  | 1     |
| Total            | 1       | 1     |